# Юридичні справи братів Тейт

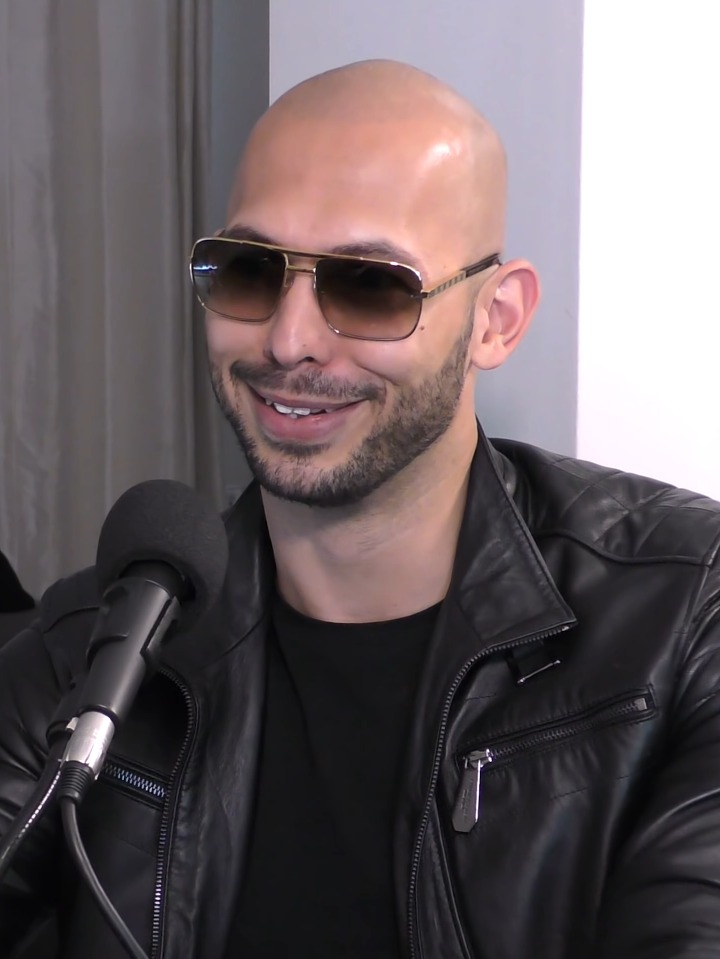
Ендрю Тейт

Брати Тейти, Ендрю і Трістан, були залучені до низки кримінальних і цивільних справ, що випливають з їхньої спільної ділової та особистої діяльності. Станом на серпень 2024 року проти братів Тейт ведуться п'ять судових розслідувань - три кримінальні та одне цивільне - в Румунії та Великій Британії.  У відповідь брати Тейти подали два позови проти своїх обвинувачів у США. Ендрю Тейт також притягується з додатковою цивільною справою у Великій Британії. Брати Тейт заперечують усі звинувачення і твердження.
У грудні 2022 року братів Тейтів заарештували в Румунії разом з двома жінками.  У червні 2023 року всім чотирьом було пред'явлено звинувачення у зґвалтуванні, торгівлі людьми та створенні організованої злочинної групи з метою сексуальної експлуатації жінок.  У липні двоє з їхніх обвинувачених, як повідомляється, сховалися після кампанії онлайн-переслідувань, а брати Тейт подали позов про наклеп, вимагаючи відшкодування збитків у розмірі 5 мільйонів доларів проти одного з обвинувачених. 
У березні 2024 року британська поліція отримала ордер на арешт братів Тейт у рамках розслідування зґвалтувань і торгівлі людьми. У липні 2024 року проти братів і третьої особи було порушено цивільну справу за звинуваченням в ухиленні від сплати податків. У серпні румунська поліція провела обшуки на чотирьох об'єктах нерухомості, що належать Тейтам, і розширила своє розслідування, включивши до нього торгівлю неповнолітніми, секс з неповнолітніми, відмивання грошей і спроби вплинути на свідків.

## Кримінальні провадження

### Румунія
11 квітня 2022 року посольство США отримало повідомлення про те, що американську громадянку утримують проти її волі в будинку, яким володіють брати Тейти в місті Піпера, Румунія. Румунська поліція провела обшук у будинку і сусідній веб-студії, що належить Тейтам, де виявила чотирьох жінок. Двоє з них, американка і ще одна румунка, розповіли поліції, що їх утримують проти їхньої волі, що стало приводом для розслідування торгівлі людьми і зґвалтувань, яке проводилося DIICOT, румунським агентством по боротьбі з організованою злочинністю. Братів Тейтів допитали та відпустили. На той час вони проходили як свідки, а не як підозрювані.

## Арешти, розслідування та вилучення активів
29 грудня 2022 року поліція заарештувала Тейтів і двох жінок. Усіх чотирьох підозрюють у торгівлі людьми та створенні організованого злочинного угруповання, а одного з них (за румунським законодавством - невідомого) - у зґвалтуванні. DIICOT звинувачує Тейтів у тому, що вони вербували жінок за допомогою методу «ловеласа», який полягає у спотворенні наміру вступити в романтичні стосунки, і примушували їх створювати відвертий контент для таких сайтів, як OnlyFans, у складі організованого злочинного угруповання, яке Тейти, як стверджується, створили на початку 2021 року. DIICOT ідентифікував шістьох потенційних жертв .
Чутки в соціальних мережах пов'язували арешт Ендрю Тейта з коробками з-під піци румунської мережі Jerry's Pizza, показаними у відео, адресованому Греті Тунберг у відповідь на її твіт, який вона написала на його рахунок. Ці чутки були спростовані румунською владою, представник DIICOT назвав їх «смішними», але неправдивими.
У квітні 2023 року брати Тейт подали кримінальні скарги в Румунії проти двох свідків у справі. Адвокат свідків охарактеризував це як залякування, і зазначив, що свідкам погрожували вбивством.
Станом на 5 січня 2023 року двоє потенційних потерпілих долучилися до справи як цивільні сторони та подали заяви проти підозрюваних. 7 січня один з адвокатів Тейтів заявив, що команда захисту досі не отримала копії доказів, які обвинувачення надало судді. Адвокат також повідомив, що Тейтам не надали точного перекладу під час слухання справи про 30-денне продовження. Він попросив надати йому можливість протистояти обвинувачам у суді і сказав, що деякі з шести передбачуваних жертв, ідентифікованих DIICOT, не подали скарги на Тейтів. Дві жінки, які жили з Тейтами, публічно виступили на їхній захист, а двоє з шести передбачуваних жертв, ідентифікованих DIICOT, заперечили, що вони були жертвами.
Румунська влада конфіскувала 29 активів, у тому числі 15 автомобілів, понад 10 об'єктів нерухомості, годинники та грошові суми, що належали Тейтам або їхнім компаніям, на загальну суму майже 4 мільйони доларів США. Якщо Тейтів визнають винними, ці активи будуть конфісковані на користь держави і використані для виплати цивільної та моральної шкоди жертвам. 14 січня 2023 року автомобілі з будинку Тейтів перевезли до місця зберігання. 11 грудня румунський суд відхилив клопотання про повернення активів, вилучених під час розслідування. 8 січня 2024 року Апеляційний суд Бухареста скасував це рішення в апеляційному порядку і призначив новий судовий розгляд щодо арештованих активів.
21 серпня 2024 року румунська поліція розширила розслідування проти Тейтів, включивши до нього торгівлю неповнолітніми, секс з неповнолітніми, відмивання грошей і спроби вплинути на свідків. DIICOT провела обшуки в чотирьох будинках, що належать Тейтам в окрузі Ілфов та Бухаресті, у зв'язку з новими звинуваченнями та кримінальною справою про створення організованої злочинної групи. Наступного дня Тейт і його брат, чиє майно також зазнало обшуку, були серед шести осіб, взятих під варту за звинуваченнями, пов'язаними з обшуками. Серед заарештованих були як румуни, так і іноземці. Прокуратура заявила, що нове розслідування стосується 35 ймовірних жертв, у тому числі жінки, яка на той час була неповнолітньою. Обвинувачені, як стверджується, заробили загалом 2,8 мільйона доларів за допомогою «сексуальної експлуатації». Брати Тейт заперечують усі звинувачення.

#### Звинувачення у зґвалтуванні та торгівлі людьми
13 червня 2023 року DIICOT змінив звинувачення з «торгівлі людьми» на «торгівлю людьми в триваючій формі», що є більш серйозним звинуваченням.  Було ідентифіковано ще одну жертву, таким чином, загальна кількість жертв зросла до семи.  20 червня чотирьом обвинуваченим були пред'явлені звинувачення у зґвалтуванні, торгівлі людьми та створенні організованої злочинної групи з метою сексуальної експлуатації жінок. Вони продовжують заперечувати всі звинувачення і залишаються під слідством за відмивання грошей і торгівлю неповнолітніми. Адвокат Тейтів стверджує, що Тейти грали онлайн-персонажів, в той час як самі Тейти і їх прихильники поширювали різні теорії змови щодо кримінальних звинувачень.
Sky News повідомив, що звинувачення включають в себе «торгівлю людьми в Румунії та інших країнах», в тому числі в США і Великобританії. ABC News повідомила, що справа стосується трьох жінок - американки, молдаванки і британки, які звинувачують Тейтів у тому, що вони «заманили [їх] до Румунії і експлуатували їх через вебкам». За даними Антидифамаційної ліги, «прокурори стверджують, що Тейти неодноразово ґвалтували принаймні одну з жінок, контролювали їх, погрожуючи насильством і фінансовим крахом, і публікував порнографічні відео в акаунтах жінок у соціальних мережах».
У січні 2024 року справу було заслухано у попередній палаті до призначення дати судового розгляду. У квітні румунський суд постановив, що всі четверо обвинувачених можуть бути притягнуті до відповідальності в країні, не вказавши при цьому дату судового розгляду. Бухарестський трибунал вирішив, що справа проти Тейтів «відповідає правовим критеріям». У листопаді суд Бухареста постановив вилучити з процесу певні докази, в тому числі заяви братів Тейт і показання свідків.

#### Досудове тримання під вартою та обмеження
Після початкового 24-годинного досудового тримання під вартою після арешту 29 грудня 2022 року суддя продовжив їхнє утримання під вартою на 30 днів . Тейти подали апеляцію на продовження терміну, але 10 січня 2023 року її було відхилено. Згідно з румунським законодавством, його можна продовжити максимум на 180 днів. 20 січня румунський суд продовжив термін попереднього ув'язнення братів до 27 лютого; аргументація суду ґрунтувалася на бажанні захистити розслідування і не допустити виїзду Тейтів з країни. 25 січня під час допиту в румунському відділі по боротьбі з організованою злочинністю Ендрю заявив, що справа проти нього «порожня», і сказав журналістам, що «вони знають, що ми не зробили нічого поганого».

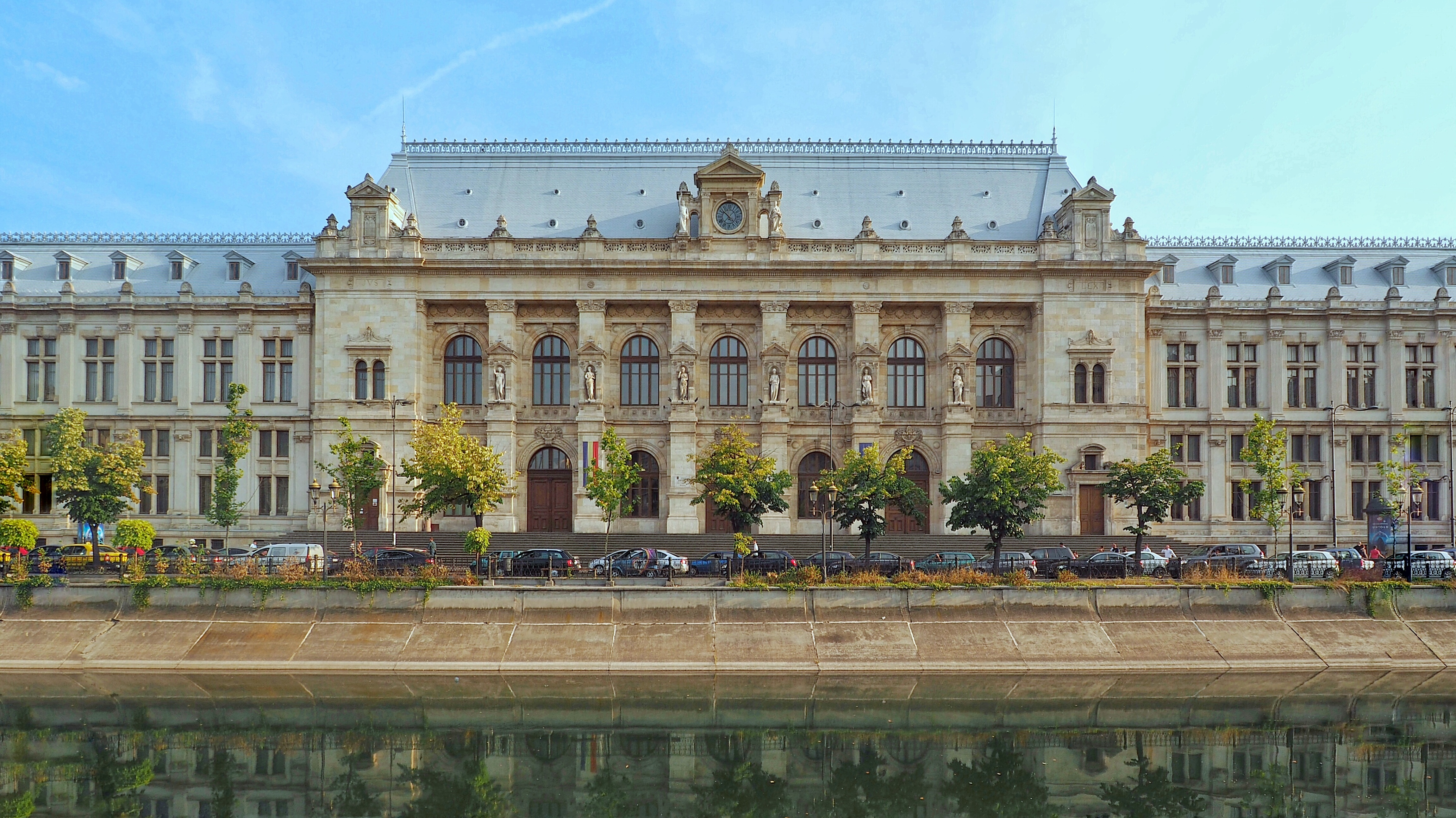
Брати Тейт неодноразово подавали апеляції до Апеляційного суду Бухареста, розташованого в Палаці правосуддя (на фото). Суд скасував рішення трибуналів і відхилив інші апеляції.
.

1 лютого Тейти подали апеляцію на рішення про продовження їх утримання під вартою. Апеляційний суд Бухареста відхилив апеляцію. Того ж дня до команди захисту приєдналася Тіна Гландіан, адвокат, яка раніше представляла інтереси Кріса Брауна та Майка Тайсона. Вона оприлюднила публічну заяву, в якій стверджувала, що ця ситуація є «порушенням міжнародних прав людини». 21 лютого румунський суд продовжив термін утримання під вартою братів Тейт ще на 30 днів. Прокурори стверджують, що Тейти прослуховували телефонні дзвінки двох своїх соратників, доручаючи їм лобіювати двох румунських правих політиків, Джорджа Сіміона та Діану Йованович Шошоаке, щоб підтримати його звільнення.
14 березня їхнє клопотання про звільнення під заставу було відхилено втретє. 29 березня їм продовжили термін утримання під вартою до кінця квітня. 31 березня Апеляційний суд Бухареста скасував рішення попереднього суду, замінивши попереднє ув'язнення братів на домашній арешт, спочатку встановлений до 29 квітня, а потім продовжений до кінця серпня. Загалом четверо підозрюваних, включно з братами Тейтами, перебували під вартою в поліції з 29 грудня 2022 року до 31 березня 2023 року.
4 серпня домашній арешт був замінений на судовий контроль до 2 жовтня, що дозволило їм вийти з дому, але покидати Ілфов їм було заборонено. 28 вересня після апеляції обмеження на пересування було знято, що дозволило Тейтам пересуватись Румунією. Рішення було скасовано апеляцією, але 28 листопада румунський суддя знову пом'якшив обмеження.
30 січня 2024 року Апеляційний суд Бухареста відхилив апеляцію Тейтів щодо послаблення заходів судового контролю після того, як досудові обмеження, накладені 18 січня, були продовжені ще на 60 днів. Обмеження визначають, що вони не можуть покинути країну. 10 травня Бухарестський трибунал продовжив обмеження на поїздки ще на 60 днів, а 20 травня Тейти програли апеляцію в Бухарестському апеляційному суді щодо послаблення обмежень. 5 липня суд Бухареста оголосив, що брати Тейт більше не обмежені в пересуванні лише територією Румунії. Обмеження на пересування було знято, що дозволило братам Тейт вільно подорожувати в межах ЄС. Рішення було скасовано Бухарестським апеляційним судом 16 липня.
21 серпня брати Тейти були затримані на допиті в рамках нового розслідування проти них. Відбулося слухання, на якому румунський суддя помістив Тейтів під домашній арешт щонайменше на 30 днів на тлі нових звинувачень у торгівлі людьми та сексуальному зв'язку з неповнолітньою. Арешти відбулися наступного дня після того, як румунська поліція провела обшук у його будинку. Трістана помістили під судову опіку.
5 вересня Апеляційний суд Бухареста відхилив вимогу прокуратури ув'язнити Ендрю, залишивши його під домашнім арештом. Трістана дозволили тримати під вартою, але йому та Ендрю дозволили спілкуватися з передбачуваними жертвами, від яких у них є діти і які заперечують звинувачення проти них.

### Сполучене Королівство
Ендрю Тейт був вперше заарештований у липні 2015 року після того, як дві жінки подали скарги, звинувативши його у зґвалтуванні та нападі у 2014 році. Його знову заарештували за підозрою у зґвалтуванні в грудні 2015 року, після того, як обвинувач пред'явив повідомлення від Тейта, в яких він писав: «Мені подобається ґвалтувати тебе». У відповідь на звинувачення представник Тейта заявив: «Ендрю рішуче заперечує будь-яку причетність до злочинних дій, таких як зґвалтування або фізичне насильство».
У 2019 році, після чотирирічного розслідування, Королівська прокурорська служба відмовилася висувати звинувачення за будь-яким із звинувачень у сексуальному та фізичному насильстві, заявивши, що докази «не відповідають юридичним критеріям». Три жінки заявили, що справа велася неправильно, а поліція вибачилася за затримку в розслідуванні; за словами Тейта, поліція «знайшла [виправдувальні] повідомлення з телефонів дівчат».
У березні 2024 року Вестмінстерський магістратський суд Великої Британії видав європейський ордер на арешт Ендрю і Трістана Тейтів. За словами представника Тейтів, звинувачення ґрунтуються на звинуваченнях у сексуальній агресії з 2012 по 2015 рік. Поліція Бедфордширу заявила, що ордер був виданий «в рамках розслідування звинувачень у зґвалтуваннях і торгівлі людьми», яке ведеться спільно з румунською владою. Операція проти братів отримала назву «Місячна прогулянка». Румунська поліція затримала їх 11 березня після того, як прокурор Апеляційного суду Бухареста наказав затримати їх на добу, поки суд не прийме рішення про виконання ордеру. 12 березня румунський суд постановив, що брати можуть бути екстрадовані до Великої Британії лише після завершення судового процесу над ними за звинуваченням у торгівлі людьми. Брати Тейт «категорично відкидають усі звинувачення».
За словами адвоката, який представляє обвинувачів, Метью Джурі, вони отримали інформацію про те, що Ендрю Тейт сказав Адіну Россу, що планує втекти з Румунії, і звернулися до британської поліції з проханням затримати його. Присяжні також закликали Пірса Моргана і Такера Карлсона більше не надавати Ендрю Тейту слово або іншим чином «належним чином допитати його щодо звинувачень», назвавши поширення дезінформації про ці звинувачення у Великій Британії та інших країнах шкідливим.

## Цивільні справи

### Сполучені Штати
У лютому 2023 року юридична команда Tates підтвердила, що принаймні одному з обвинувачів у грудні 2022 року було надіслано лист із вимогою припинити свыдчити, в якому він погрожував подати на неї та її батьків до суду на суму 300 мільйонів доларів за нібито наклепницькі заяви. Представник обвинувача заявив, що погрози братів Тейт в США були спробою зупинити свідчення обвинувача в румунському суді. Команда юристів Братів Тейт заперечила спроби залякати обвинувача. Двоє з обвинувачів, як повідомляється, перестали свідчити після того, як стали мішенню кампанії онлайн-переслідування, описаної як спроба «залякати їх і змусити замовкнути» «армією тролів». Старший юрисконсульт Національного центру з питань сексуальної експлуатації, який консультує жінок, стверджує, що Тейт відпавляв своїм жертвам тисячі погроз в Інтернеті, включаючи отруєння обвинувачених, їхніх родичів, а також використання приватних детективів.
У липні 2023 року брати Тейт подали позов про наклеп проти одного з обвинувачів, їхніх батьків і ще двох осіб в окрузі Палм-Біч, штат Флорида, вимагаючи відшкодування збитків у розмірі 5 мільйонів доларів. Тейти стверджують, що п'ятеро осіб змовилися, щоб неправдиво звинуватити їх у торгівлі людьми та зґвалтуваннях, що коштувало їм свободи, а також доходу від соціальних мереж і бізнес-підприємств. Ще одна людина була виключена судом зі справи, оскільки суд не мав над нею юрисдикції. Окружний суддя округу Палм-Біч Джозеф Керлі в липні 2024 року дозволив братам продовжити розгляд позову проти обвинувачуваної, відхиливши при цьому звинувачення, висунуті ними проти її батьків, а також деякі звинувачення, висунуті ними проти неї самої.
У січні 2024 року окружний суддя США Робін Л. Розенберг відхилила ще один позов братів про наклеп. Вони подали до суду на колишнього сержанта морської піхоти США, який повідомив про Тейтів посольству США в Румунії та військовим, що призвело до його арешту румунською владою. Розенберг постановила, що сержант допоміг владі в розслідуванні і зробив те, що закон заохочує людей робити проти тих, кого вони підозрюють у скоєнні злочину.

### Сполучене Королівство
У травні 2024 року три жінки, які брали участь у розслідуванні разом з поліцією Хартфордширу у Великій Британії, а також четверта британка подали цивільний позов проти Ендрю Тейта до Високого суду, щоб відсудити «завдані їм травми». Папери були вручені йому вдома в Румунії. За словами жінок, суд надав їм анонімність, щоб захистити їх від переслідувань і насильства .
У липні 2024 року поліція графств Девон і Корнуолл розпочала цивільне провадження проти Ендрю, Трістана та жінки, яку називали лише «J». Їх звинувачують у тому, що вони не сплачували податки у жодній країні за свої онлайн-бізнеси, включаючи Hustlers' University та War Room, дохід яких у період з 2014 по 2022 рік склав 21 мільйон фунтів стерлінгів. Правоохоронці намагаються повернути 2,8 мільйона фунтів стерлінгів з кількох заморожених банківських рахунків.